# عورت

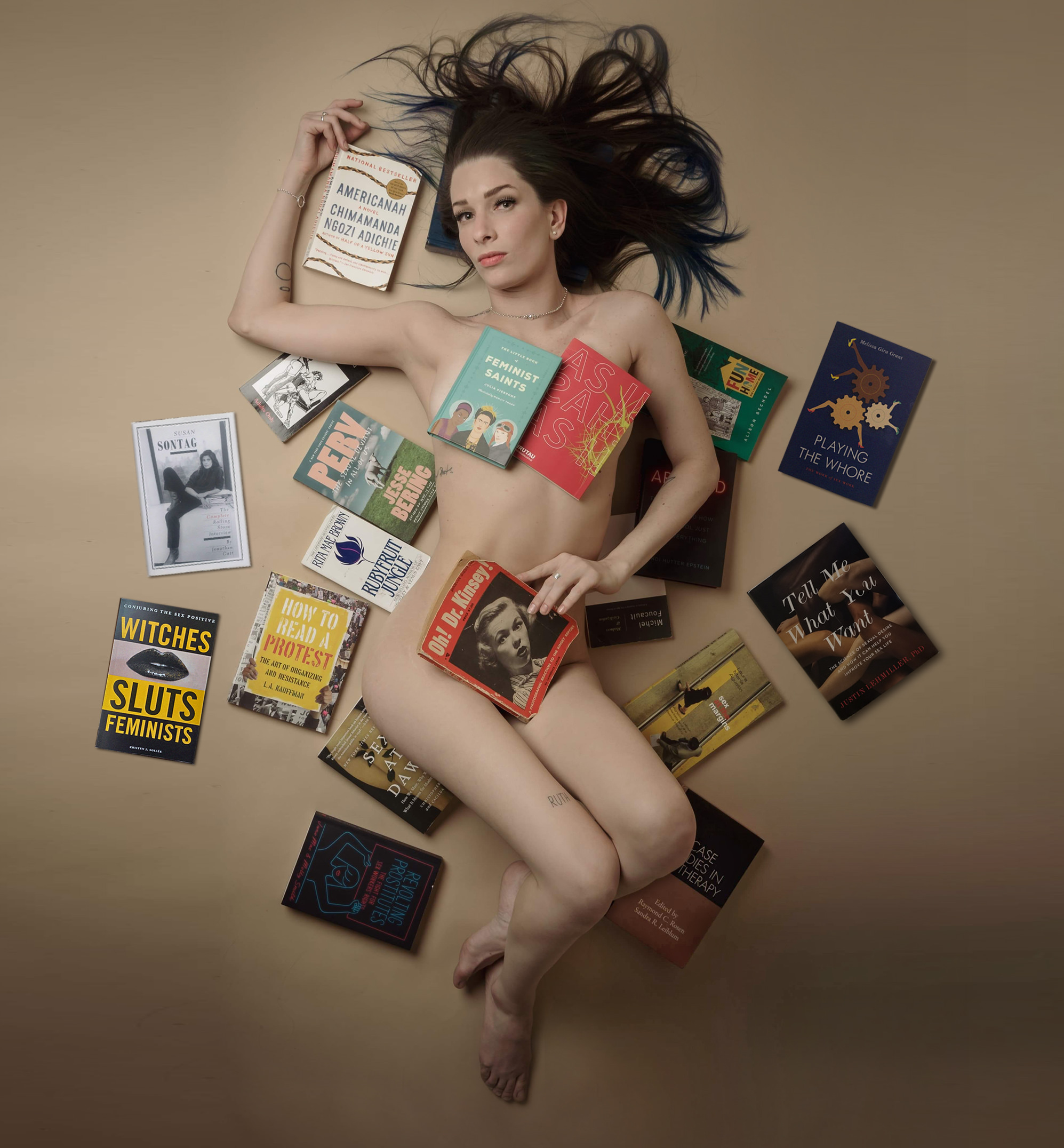
زنی که عورت خود را با کتاب پوشانده است.

عورت که در فارسی، شرمگاه و شرمجای نیز نامیده می‌شود به سه معنای (بی‌حفاظ یا آسیب‌پذیر)، (آلت تناسلی و مقعد)، (مابینِ پیش و پسِ ناف تا زانوها) آمده است و منظور از آن هر چیزی است که مایهٔ شرم و عار و عیب و نگرانی باشد. با وجود تطابق عورت مرد و زن در قرآن، در فقه اسلامی به استناد روایات و احادیث، موها و همهٔ پیکر زن و حتی صدای او عورت نامیده می‌شود.

## ریشه‌شناسی

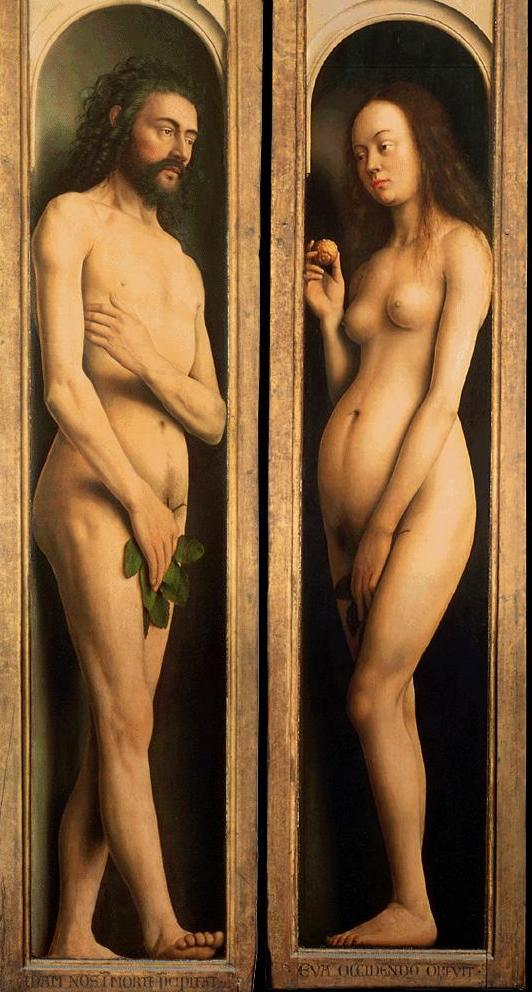
آدم و حوا که به روایت قرآن در یکی از آیات حجاب پس از خوردن میوهٔ ممنوعه بر عورت خود آگاه شده و شروع به پوشاندن آن با برگ‌های بهشت کردند.

راغب اصفهانی (زادهٔ ۳۳۳ه‍.ش/۹۵۴م) در کتاب المفردات آورده است که عورت اصلش از عار بوده زیرا در ظاهر شدن آن عار هست؛ از این جهت زنان، عورت نامیده شده‌اند. در زبان‌هایی همچون زبان ترکی هنوز واژهٔ متداول برای نامیدن زن، آروات است که تغییریافتهٔ کلمهٔ عورت می‌باشد.

## در قرآن

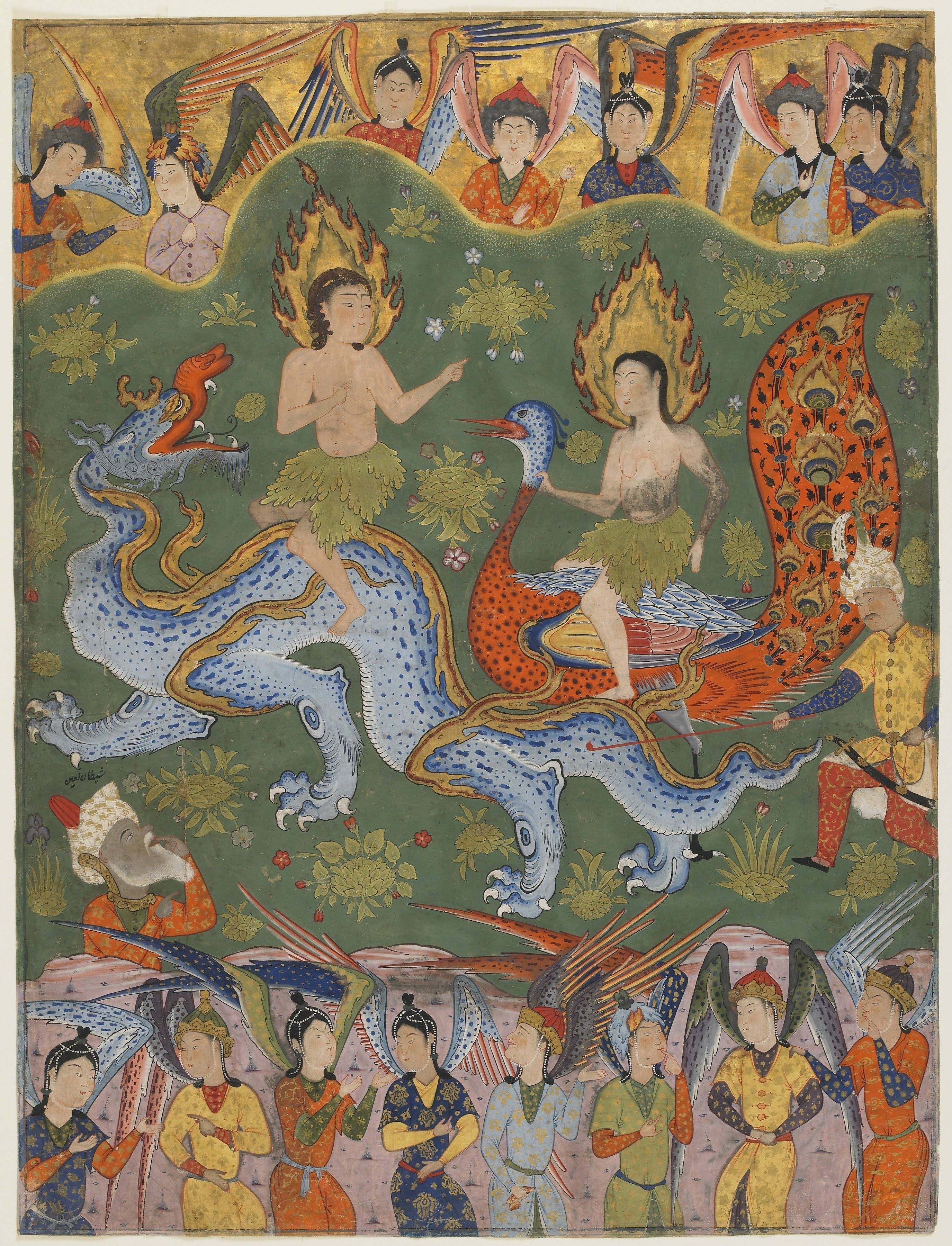
آدم و حوا از فالنامهٔ منتسب به صادق پیشوای ششم شیعیان، سدهٔ دهم هجری (قرن شانزدهم میلادی)، دورهٔ صفوی.

در سه آیه از قرآن (دو آیه از آیات حجاب) واژهٔ عورت به کار رفته است:
- به معنای بی‌حفاظ یا آسیب‌پذیر در آیهٔ ۱۳ سورهٔ احزاب:

و زمانی که طایفه‌ای از آنان گفتند: ای اهل یثرب، اینجا جای ماندنتان نیست؛ بازگردید. و فرقه‌ای از آنان از پیامبر اذن می‌خواستند، می‌گفتند: خانه‌های ما عورت است. خانه‌هایشان عورت نبود بلکه می‌خواستند بگریزند.
- به معنای شرمگاه در آیهٔ ۳۱ سورهٔ نور:

و به زنانِ مؤمن بگو چشم‌های خود را فروپوشند و فَرج‌هایشان (آلت تناسلی) را نگه دارند و اندامشان را آشکار نسازند، مگر آنچه از آن پیداست، و روسری‌های خویش را به سینه‌هایشان بزنند. اندامشان را آشکار نسازند مگر به شوهرانشان یا پدرانشان یا پدرانِ شوهرانشان یا پسرانشان یا پسرانِ شوهرانشان یا برادرانشان یا برادرزادگانشان یا خواهرزادگانشان یا زنانشان یا آنچه دارا شد دست‌هایشان یا پیروانی از مردان که نیاز شدید ندارند یا کودکانی که بر عورت‌های زنان چیره نشده‌اند. و [زنان] پاهایشان را برای اینکه از اندامشان آنچه نهفته دارند هویدا گردد، نکوبند. و همگان بازگشت کنید به سوی خدا ای مؤمنان؛ شاید که رستگار شوید. (۳۱)
- به معنای برهنگی شرمگاه و زمان روزمرهٔ آمیزش جنسی در آیهٔ ۵۸ سورهٔ نور:

ای کسانی که ایمان آوردید، آن‌هایی که دست‌هایتان دارا شد و آن‌هایی از شما که به بلوغ (اِحتِلام) نرسیده‌اند، سه بار از شما اذن بگیرند: پیش از نمازِ بامداد و در نیمروز که پوشاک‌های خود را می‌اندازید و پس از نمازِ خُفتَن. برایتان سه عورت است و پس از آن بر شما و آنها باکی نیست که از گردش‌کنندگان به دورتان باشند [و] برخی از شما بر برخی [دیگر گردش کنید.] بدین‌سان خدا نشانه‌ها را برایتان آشکار می‌سازد و خدا دانای سنجیده‌کار است. (۵۸)

## در فقه
در قرآن و به تبع آن در فقه اسلامی، برای اشاره به شرمجای انسان معمولاً سه واژه زیر به کار می‌رود که در فقه، معانی این واژگان تا حدودی گسترده شده است:
- «عورت» به سه معنیِ ۱) بی‌حفاظ یا آسیب‌پذیر، ۲) قُبُل و دُبُر یا همان آلت تناسلی و مقعد،[الف] ۳) مابینِ پیش و پسِ ناف تا زانوها آمده است اما در فقه اسلامی این دو تعریف اخیر، مختص عورت مرد بوده و فقها دربارهٔ زنان، به استناد روایاتی مانند حدیث «زنان، درمانده و عورت هستند پس عورت بودنشان را با [نگه داشتن در] خانه‌ها بپوشانید و درماندگیشان را با خاموشی [در برابرشان].»[ب] موها و همهٔ پیکر و حتی صدای زن را عورت می‌دانند.[۱۶][۱][۱۷]
- «فَرج» در لغت به معنای گشادگی بین دو چیز و در قرآن کنایه از آلت تناسلی مرد و زن است و در روایات و احادیث حتی به مقعد نیز اطلاق شده است.[۱۸]
- «سَوأت» در دو معنای جسد مُرده (پیکر مُردهٔ هابیل در داستان هابیل و قابیل[۱۹]) و شرم‌گاه (داستان آدم و حوا[۲]) در قرآن استعمال شده است.[۲۰]

سید محمدحسین طباطبایی در تفسیر المیزان با اشاره به حجاب زنان مسلمان تایلندی می‌نویسد:
در بلادِ شرق یعنی سیام [تایلندِ امروزی] و نواحیِ آن، مسلمین آن‌طور نفوذ و تأثیر نداشته بلکه خودشان در جهل و دوری از تمدن، دستِ کمی از بت‌پرست‌ها نداشتند، و از حیثِ لباس و سایرِ اعمالِ دینی به کیشِ بت‌پرستی نزدیک‌ترند تا به اسلام. زنانِ آن نواحی غیر از عورتِ جلو و عقب، عورتِ دیگری که پوشاندنش لازم باشد برای خود قائل نیستند. و حال آنکه در اسلام همهٔ بدنِ زن عورت است.

## در ادبیات
در ادبیات فارسی از عورت بیشتر در معنای شرمگاه و زن استفاده شده است. محمد غزالی (زادهٔ ۴۳۷ ه‍.ش/۱۰۵۸ م) در کیمیای سعادت چنین آورده است:
ادبِ دوم، خوی نیکو پیش گرفتن با زنان. و معنیِ خوی نیکو آن باشد که ایشان را نرنجانند بلکه آن که رنجِ ایشان تحمل کنند و بر محال گفتن و ناسپاسی کردنِ ایشان صبر کنند که اگر در خبر است که زنان را از ضعف و عورت آفریده‌اند، داروی ضعفِ ایشان خاموش بودن است و داروی عورتِ ایشان خانه بر ایشان زندان کردن است. رسول می‌گوید: «هرکه بر خوی بدِ اهلِ خویش صبر کند وی را چندان ثواب دهد که ایوب را دادند بر بلای وی و هر زن که بر خوی بدِ شوی صبر کند ثوابِ وی چون ثوابِ آسیه زن فرعون بُوَد.» و آخرین خبری که به وقتِ وفات از رسول شنیدند این بود که در زیرِ زبان می‌گفت: «نماز به پای دارید و بندگان را نیکو دارید و الله الله در حدیثِ زنان که ایشان اسیرانند در دست، با ایشان زندگانی نیکو کنید.»

## یادداشت
1. ↑  پرواضح است خایه‌های مرد نیز جزوی از آلت تناسلی اوست.
2. ↑  النِّساء عَیٌّ و عَورَةٌ فَاستُروا العَوراتِ بالبُیوت و اُستُروا العِیَّ بالسُّکوت.[۱۵]